# Cratylia intermedia
Cratylia intermedia là một loài thực vật có hoa trong họ Đậu. Loài này được (Hassl.) L.P. Queiroz & R. Monteiro miêu tả khoa học đầu tiên năm 1997.